# Кинжал
Кинжа́л (от перс. خنجر — «кривой кинжал») через тюркскоепосредство (ног. кынжал, кум. хынжал, тат.хәнҗәр).  — холодное оружие с коротким (до 40 сантиметров) прямым или изогнутым клинком, заточенным с двух сторон.
Согласно российскому ГОСТу кинжал — контактное, клинковое, колюще-режущее оружие с коротким или средним прямым или изогнутым 2-лезвийным клинком.
Чаще всего кинжал используют для ближнего боя, но существуют разновидности кинжала с утяжелённым клинком, предназначенные для метания.

## История
Ещё в древности воины пришли к выводу, что им необходимо какое-то короткое колющее оружие, которое возможно постоянно носить с собой, и которым удобно действовать в ситуациях, когда нет возможности использовать меч, саблю, палицу или копьё. Первые кинжалы были сделаны из дерева и кости. Вероятно, изначально в качестве кинжала использовали необработанные рога животных.
С переходом к металлургии кинжалы стали делать металлическими. В отличие от деревянных и костяных, медные «мечи» микенской эпохи уже обладали режущей кромкой, что несколько расширило возможности их использования. Однако, они всё-ещё были очень малы, с клинками всего 20—30 см длиной, для изготовления более длинного оружия медь не годилась.
Но и после того, как медь и бронза сменились железом, малые «мечи» (с клинком около 30 см) использовали ассирийцы, греки и македонцы.

## Этимология
Слово заимствовано в русский язык из перс. خنجر‎ (xanjar) через тюркское посредство (ног. кынжал, кум. хынжал, тат. хәнҗәр). К тому же персидскому источнику восходит груз. ხანჯალი (хаndžаli), а также араб. خنجر‎ «ханджар» — традиционный элемент мужского костюма.

## Типы
Восточный «киджар» по изгибу своего клинка есть, очевидно, подражание коровьему рогу, только в плоской форме (встречаются, впрочем, и круглые) и из стали. Это заставляет думать, что первобытный кинжал был не что иное, как настоящий рог — предположение, подкрепляемое ещё тем, что в отложениях палеолитической эпохи (во Франции) были найдены ветви оленьих рогов, отделанные в виде кинжала. Рога служили в качестве оружия и в более поздние эпохи; так, в Индии ещё в XIX веке было в ходу оружие из двух острых рогов, соединённых своими основаниями и прикрытых в этом месте круглой металлической бляхой для защиты руки. Таким орудием пользовались в рукопашном бою для нанесения ударов направо и налево.
В неолитическую эпоху прямые кинжалы делали путём обивки из кремня, иногда даже с явственной рукояткой, все из одного куска кремня. Кремнёвые кинжалы были, по-видимому, прототипом медных, многие экземпляры которых найдены в Сибири.
В Западной Европе, в числе древностей бронзового века, кинжалы почти не встречаются; их заменяли мечи, приспособленные к тому, чтобы колоть, а не рубить. Впрочем, различие между мечом и кинжалом не всегда резко выражено, встречаются и короткие мечи и длинные кинжалы (например, у кавказцев); меч, правда, носят на бедре, а кинжал — спереди (на поясе или за поясом), но и в этом отношении есть переходы. Типичные кинжалы — свойственны, по преимуществу, Востоку, от Индии до Турции; здесь они представляют наибольшее разнообразие форм и названий (киджар, бичвар, куттар, ятаган). Некоторые типы кинжалов ведут своё происхождение от оружия с вогнутым лезвием (вроде серпа); таков был копис древних персов и затем греков, кукри — оружие гурков в Непале; отсюда же ведёт своё происхождение несколько иначе изогнутый турецкий, албанский и персидский ятаган. Нечто среднее между кинжалом и мечом представляют малайские крисы и разное другое оружие того же типа, используемое даяками и другими племенами Малайского архипелага.
В России кинжалы получили распространение в казачьих войсках в первой половине XIX века. Приказ по военному ведомству №380 от 1871 года, устанавливающий форму обмундирования и снаряжения Кубанского и Терского казачьих войск, указывал: «Кинжал должен быть азиатский, с произвольною оправою, привешиваемой к поясу». Образцовый казачий кинжал был утверждён в 1904 году.
- Баселард — популярный средневековый швейцарский кинжал с узким прямым обоюдоострым клинком
- Бебут — кавказский кинжал с изогнутым клинком односторонней заточки без гарды. Состоял на вооружении русской армии в начале XX века
- Дага — кинжал для левой руки при фехтовании шпагой, получивший широкое распространение в Европе в XV—XVII веках
- Джамбия — арабский кинжал с широким загнутым клинком без гарды. Обязательная принадлежность мужского костюма в Йемене
- Дирк — шотландский кортик, имеет длинный прямой клинок полуторной заточки, рукоять без крестовины
- Засапожник — славянский кинжал с 4-гранным обоюдоострым изогнутым клинком без гарды, носимый за голенищем сапога
- Кама — холодное оружие, кинжал, использовавшийся у народов Кавказа, Закавказья и Ближнего Востока
- Катар или джамадхар — индийский тычковый кинжал с Н-образной рукоятью
- Квилон — средневековый кинжал в виде уменьшенной копии рыцарского меча и носившийся в комплекте с таким же настоящим мечом
- Когай — японский многоцелевой нож-кинжал в форме цилиндрической шпильки, расположенный в специальной прорези на ножнах мечей
- Корд — нож с прямым сравнительно узким клинком, с рисунком на гарде
- Крис — индонезийский нож или кинжал асимметричной формы. Наиболее известны волнистые разновидности криса
- Мизерикордия — кинжал с узким сечением клинка для проникновения между сочленениями рыцарских доспехов
- Пуш-даггер — небольшой, обычно обоюдоострый кинжал с поперечной Т-образной рукоятью
- Рондел — длинный кинжал с плоской круглой гардой и таким же навершием и с узким, стилетообразным клинком
- Сай — японский стилет с рукоятью, делающей его похожим на трезубец
- Скин ду — небольшой шотландский кинжал, носимый за подвязкой гольфа
- Скрамасакс — древнегерманский кинжал
- Танто — японский кинжал
- Ханджар — изогнутый кинжал, обязательный предмет традиционного костюма арабов Омана
- Чинкуэда — итальянский кинжал эпохи Ренессанса
- Боевой кинжал Ферберна-Сайкса (Fairbairn-Sykes fighting knife) — наиболее известный кинжал Второй мировой войны

## Использование
Как упоминалось выше, кинжалы зачастую использовали в качестве запасного оружия для ситуаций, когда основное оружие использовать было затруднительно, например, в силу его размеров. В таком качестве кинжалы использовали в армиях многих стран.
В частности, фалангист, имея колющее копьё, нуждался в каком-то резервном оружии, длина которого не имела значения. Более того, бой в составе фаланги подразумевал действия в крайней давке.
Греческие же пелтасты, действующие в рассыпном строю и часто не имеющие копий для рукопашного боя, вооружались «большими мечами» — с клинком до 50 см длиной. Таковы же были кинжалы персидских «бессмертных» и римских легионеров.
Кинжалы, применяемые в качестве наступательного оружия были длиннее, но и они очень мало подходили для рубящего удара. Однако ведение боя в плотных построениях возможности нанесения такого удара и не предусматривало, для него нужно иметь пространство для размаха. Стоя в тесном порядке фаланги удары можно было наносить только прямо вперёд.
Действия в плотном построении ограничивали даже длину оружия, оно должно было легко извлекаться из ножен в строю, не путаться под ногами и не цепляться за снаряжение других бойцов. «Большой меч» был настолько тяжёл, насколько это оказывалось целесообразно, и настолько длинен, насколько это было допустимо. То есть, оставался кинжалом.
Кинжалы, как основное наступательное оружие, использовали также и многие варварские народы из числа тех, кто сражались в строю. Можно привести для примера традиционное оружие саксов — «скрамасакс» или просто «сакс» — кинжал весом 0,6—0,7 кг с клинком односторонней заточки длиной 45 см.
Однако, в период средних веков кинжалы надолго перешли в разряд оружия самообороны, так как теперь, если даже пехота и выступала в сомкнутых рядах, то против кавалерии, а на коня кинжал был явно слаб. Зато пикинёрам и арбалетчикам потребовалось какое-то резервное оружие необременительного веса и подходящих для ношения в строю габаритов.
Боевые кинжалы пехоты XIV — начала XVI веков называли «кордами» или ландскнехтскими мечами. В отношении длины клинка и веса они полностью соответствовали «большим мечам» древности. Причём, сфера их применения отнюдь не исчерпывалась самообороной. Во многих случаях, например, когда бой переносили во вражеский лагерь, пикинёры бросали пики и продолжали атаку с кинжалами.
Самой распространённой причиной, по которой мог носиться именно кинжал, являлась частая невозможность достать другое клинковое оружие. В сравнении даже с кривым мечом изготовление кинжала требовало меньше железа и меньше искусства, так как требования к прочности колющего клинка существенно ниже, чем к прочности рубящего. Для кузнеца, владеющего техникой сварки, кинжал длиной до 40 см представлял собой одно из самых простых изделий. С другой стороны, носить кинжал в комплекте, скажем, с луком было нетрудно и предусмотрительно. Хотя бы потому, что он мог сгодиться и для хозяйственных нужд.
Кинжал представлял собой один из самых доступных видов оружия и именно этим обстоятельством объяснялась то, что горцы в XIX веке носили кинжал даже в паре с саблей. Саблями, как и винтовками (и даже горными пушками), снабжала горцев Турция, кинжалы же и луки были их традиционным оружием. Кавказский кинжал это кама.
Для Азии, в целом, высокая роль кинжалов как раз была исключением. Бой в плотных построениях азиатской пехотой почти не практиковался, соответственно, и специального оружия для него не требовалось. Потому, хотя именно в Азии достигли замечательного разнообразия форм и, как правило, ковали из дамаска и даже булата, что значительно расширяло их возможности, роль их на полях сражений была ничтожна. В Азии кинжалы использовали почти исключительно как гражданское оружие.
В современных вооружённых конфликтах боевые кинжалы используют, главным образом, как вспомогательный вид оружия, предназначенный для решения специальных задач (нейтрализация часового, ликвидация противника в местах, где применение огнестрельного оружия не представляется возможным), либо, как «оружие последнего шанса».
У некоторых народов (например, на Кавказе) кинжал является принадлежностью национальной одежды.

## В искусстве
- Пушкин А.С., стихотворение «Кинжал» (1821)[6]. Кинжал описан как оружие возмездия («Последний судия позора и обиды»), которым пользовались Брут и Занд. При этом он противопоставляется «мечу закона»